# Эктоплазма (мистика)

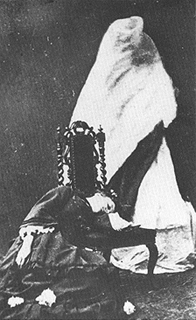
Медиум Флоренс Кук без сознания полулежит, опершись на кресло. Над нею будто бы выделятся эктоплазма — недооформленный фантом сущности по имени «Кэти Кинг». Снимок У. Крукса

Эктоплазма (от др.-греч. ἐκτός «вне» и πλάσμα «нечто сформированное») — в оккультизме и парапсихологии — вязкая (как правило, светлая) субстанция загадочного происхождения, которая якобы выделяется (через нос, уши и т. д.) организмом медиума и служит затем основой для дальнейшего процесса материализации (конечностей, лиц, фигур).
Иногда упоминается как вещество, из которого состоят призраки.
Современная наука отрицает реальность существования эктоплазмы. Скептики указывают на то, что значительная часть сообщений, касавшихся появления этой субстанции, относится к сеансам XIX века, проводившимся без соблюдения минимальных условий контроля со стороны независимых наблюдателей. Позже, когда методы контроля ужесточились, стали появляться и сообщения о многочисленных спиритических мистификациях, в том числе связанных и с появлением эктоплазмы.

## Терминология
Термин ectoplasm (от др.-греч. ἐκτός «вне» и πλάσμα «нечто сформированное») был популяризирован французским учёным, лауреатом Нобелевской премии Шарлем Рише, изучавшим феномен Евы К. (или Евы Каррьер, известной также как Марта Беро). У термина существуют синонимы: психоплазма, телеплазма (эктоплазма, воздействующая на объекты вдали от тела медиума) и идеоплазма (вещество, посредством которого медиум воссоздает в пространстве собственное подобие).

## История исследования феномена
Согласно определению Нандора Фодора («Энциклопедия психической науки») эктоплазма есть «…форма материи, в своём первоначальном состоянии неосязаемая и невидимая, но затем способная принимать газообразное, жидкое и твердое состояния. Она источает запах, напоминающий озоновый, и обладает очень странными свойствами». Исследователи спиритического феномена утверждали также, будто изымали и исследовали образцы эктоплазмы, а также запечатлевали фотокамерой процесс её появления.
Описания «светящегося, едва различимого в темноте плотного туманного слоя, который медленно сочится изо рта медиума» стали появляться вскоре после того, как начались систематические наблюдения за феноменом так называемого «физического медиумизма». До этого Сведенборг описывал эктоплазму как «…своего рода пар», исходивший из пор его тела и в виде мельчайших капелек опадавший на ковёр комнаты. Полковник Роша́, наблюдавший Мадам д’Эсперанс, говорил о светящемся парообразном веществе, исходившем от груди медиума. Профессор П. Лекур сравнивал процесс образования эктоплазмы с конденсацией кучевого облака. Венцано также описывал «облако», возникавшее в присутствии медиума Эвсапии Палладино. В случаях с Клуски и Евой К. эктоплазма, согласно сообщениям наблюдателей, принимала вид жидкостных пятен, возникавших на одежде медиумов.
Желе рассказывал о том, как за спиной у него «…сформировалась светящаяся матовая колонна, из которой вышла светящаяся рука — идеально сформированная, натуральной величины», и вполне дружелюбно несколько раз погладила его по лбу. При малейшем сотрясении на его рукав опадала капля жидкости и оставалась светящейся ещё 20-30 минут после исчезновения руки.
Судья Питерсон утверждал, что в 1877 году видел собственными глазами, как «кучевое облако» отделилось от тела медиума У. Лоуренса и постепенно превратилось в твёрдое тело. Джеймс Кёртис, наблюдая в Австралии сеансы медиума Слэйда в 1878 году, утверждал, что видел «испарение в виде седого облака, которое сгущалось и меняло форму, готовясь к образованию сложной материализованной фигуры».
Альфред Рассел Уоллес описал сеанс с участием доктора Монка, на котором «белая лента постепенно превратилась в облако-столб». То же выражение использовал и Альфред Смедли, описывая материализации медиума Уильямса. Сэр Уильям Крукс, исследуя феномен Д. Д. Хьюма, наблюдал «светящееся облако, которое постепенно сгустилось и превратилось в хорошо различимую руку».

Вот как описывалось происходившее в 1905 году на сеансе с участием медиума Евы К.:
Марта была одна в кабинете, когда это произошло. Через 25 минут Марта сама раскрыла занавески и села на стул. Почти тут же мы увидели «нечто прозрачное белого цвета». «Оно» постепенно формировалось совсем рядом с Мартой (причём, Марта — её руки, голова и тело отлично обозревались присутствующими со всех сторон). Сначала это вещество напоминало небольшое облачко рядом с правым локтем Марты. Казалось, что оно было соединено с её телом; оно было подвижным и быстро разрасталось вверх и вниз, окончательно приняв вид аморфного облака в форме столба, который возвышался на два фута, как раз над головой Марты и спускался до самых её пят. При этом ни её голова, ни ноги не были видны. Всё, что я видела — это кучевое облако белого цвета, которое постепенно сгущалось вокруг подобия тела, мне невидимого.Мадам Икс. 1905. «Annals of Psychical Science», Vol. II.
«Белое, похожее на небольшое облако образование вытянулось на 4-5 футов в высоту… затем неожиданно из этого облачного столба выступила
округлая изящная фигура Берты», — так в 1885 году Э. А. Брекетт описывал происходившее на сеансе с участием Хелен Берри. Согласно другим описаниям, эктоплазма — это «пульсирующее вещество грязно-белого цвета» (Эдмунд Доусон-Роджерс) или «красноватая липкая субстанция» (Винсент Терви).
Мадам д’Эсперанс так описывала свои ощущения:
Как только я вхожу в кабинет, у меня тут же возникает ощущение, что я вся покрываюсь паутиной. Затем я чувствую, как воздух наполняется веществом - белой газообразной массой, отчасти светящимся, напоминающим пар от трубы локомотива - и формируется он над животом. Несколько минут масса словно бы волнуется, движется из стороны в сторону и наконец внезапно замирает: из неё тут же рождается живое существо... Иногда я чувствую, как тонкие нити вытягиваются из пор моей кожи.Мадам д’Эсперанс
О тех же нитях упоминает исследовавший феномен доктор Кроуфорд, а также Уильям Крукс, проводивший регулярные наблюдения за сеансами Флоренс Кук.

### Фотографии эктоплазмы
Барон Шренк-Нотцинг, работавший в Мюнхене с польским медиумом Станиславой П., утверждал, что сумел получить фотоснимки эктоплазмы, истекавшей изо рта медиума. В книге «Феномен материализации» (англ. Phenomena of Materialization), суммируя впечатления от сотен опытов с Евой К., он утверждал: «Нам удалось установить, что в результате неизвестного процесса от тела медиума исходит вещество, поначалу полужидкое, которое обладает некоторыми свойствами живой материи, в частности, способностью видоизменяться, двигаться и принимать определенные формы».
Как отмечает Нандор Фодор, фотографии, на которых изображено появление эктоплазмы, производят отталкивающее впечатление. Они показывают желатиноподобное, вязкое вещество, источаемое всеми естественными отверстиями тела медиума, а также из темени, сосков и исходящее от кончиков пальцев. Чаще всего эктоплазма исходит изо рта медиума — в форме нитей, струн, жестких лучевых образований, мембран и тканей неопределенных рисунков и форм.

### Предполагаемые физические характеристики и контакт с эктоплазмой по мнению спиритуалистов
Нандор Фодор в «Энциклопедии психической науки» утверждает, что количество выделяемой медиумом эктоплазмы предопределено разнообразными, часто не связанными друг с другом факторами: в частности, зависит от состояния воли медиума и окружающих. Эктоплазма иногда полностью обволакивает медиума подобно кокону или стелется, как мантия. Основные цвета эктоплазмы — белый, серый и черный. Белый наиболее распространен, или, возможно, его легче всего наблюдать. Иногда все три цвета появляются одновременно.
Все положительно относящиеся к существованию эктоплазмы исследователи сходятся в том, что эктоплазма — пластичное материальное вещество. Доктор Швоб в ходе экспериментов с фрау Фольхардт заснял телекинетические передвижения объектов и обнаружил на снимках следы эктоплазмы. Вещество как правило исходило изо рта фрау Фольхардт. На ней обнаруживались отпечатки её зубов, что по мнению исследователя, доказывало её пластичность.
Доктор Кройдон рассказывал, что Уолтер, «дух-посредник» Марджери, поместил эктоплазмический отросток ему в ладонь и позволил его слегка сжать. По свидетельству исследователя, это была «холодная масса шершавой поверхности». Позже, общаясь с доктором Кройдоном посредством другого медиума, Уолтер попросил того, подержав эктоплазму, поскрести затем ладонь, после чего тот отслоил от кожи и выставил на стол нечто, напоминавшее тонкую яичную скорлупу.
А. Конан Дойль присутствовал на сеансах Евы К. и утверждал, что с позволения фантома брал в руку эктоплазмическое окончание. Писатель рассказывал, что ощущение у него возникало, словно между пальцев «прошла живая материя, реагировавшая и сжимавшаяся от его прикосновения». По словам Н. Фодора, «На ощупь это вещество иногда влажное и холодное, иногда вязкое и липкое, но иногда сухое и жёсткое. Оно подвижно, передвигается — иногда медленно, подобно рептилии, иногда стремительно, как молния».
Гюстав Желе в книге «Unconscious to the Conscious» писал:
К своей чувствительности это вещество добавляет своего рода природный инстинкт, чем-то напоминающий тот, который демонстрируют моллюски. Это напоминает недоверчивость незащищенного существа — или существа, единственным способом спасения для которого служит бегство в организм медиума.
Многие наблюдатели сходятся в том, что эктоплазма обладает способностью к быстрой самоорганизации, которой ничем нельзя помешать. Нередко она принимает форму самого медиума. Фодор предполагает, что, возможно, этим объясняется феномен «дупликации» во время сеансов с материализацией, когда у медиума появляются либо второе лицо, либо третья рука.

### Эксперименты Шарля Рише
Французский физиолог, впоследствии нобелевский лауреат Шарль Рише, был одним из первых представителей официальной науки, взявшихся за исследование эктоплазмы. Уже в первых отчётах, опубликованных в «Анналах психической науки», Рише приводит описание материализованной формы — мужчины, называвшего себя Бьен Боа и явившегося на сеансе Евы К. По словам Рише, форма была вполне дееспособна; она «ходила, говорила, двигалась и дышала как человеческое существо. Тело её было упругим и имело определённую мускульную силу. Это был не манекен и не кукла, не видение, отражённое в зеркале, — а живое существо, живой мужчина; налицо имелись все основания, чтобы отмести сразу две гипотезы: либо привидение, имеющее все признаки жизни, либо живой человек, играющий роль привидения».
Вот как Рише описывает исчезновение материализованной фигуры:
«Бьен Боа пытался, как мне показалось, пройти меж нами, но ему мешала хромая нерешительная походка. Я не могу сказать с точностью, шёл он или скользил. В какой-то момент он чуть было не упал, споткнувшись одной ногой, которая, казалось, совершенно не была ему опорой (это моё личное впечатление). Затем он пошёл к окну, чтобы раскрыть занавески, но не успел это сделать. Он внезапно опал и просочился сквозь пол. В тот же момент я услышал чавкающий звук, какой издаёт болотная трясина, поглотившая человеческое тело».
Рише описывал и эксперимент с дыханием, когда Бьен Боа (с большими трудностями) проделал все, о чем его просили, и жидкость показала положительную реакцию. Когда это произошло, зрители закричали «Браво!», и материализованная форма трижды вышла перед ней, кланяясь, словно бы после удачного выступления. Снимки, сделанные Рише, сэр Оливер Лодж называл лучшими из всех, им когда-либо виденных. Он обратил внимание на то, что рука медиума, отчётливо различимая на фотографии, имела неестественно безжизненный вид, а иногда виден был и вовсе пустой рукав. По мнению Рише, последнее «…свидетельствовало о процессе распада материи самой леди-медиума, которого она не была в состоянии предотвратить и осмыслить». Подобные явления «частичной дематериализации» наблюдались и на сеансах Мадам д’Эсперанс.
В ходе одного из сеансов на вилле Кармен Шарль Рише рискнул отрезать локон волос у призрачной красавицы, которая получила прозвище «Египетская царица» и имела длинные волосы с вплетенной позолоченной лентой. «Я храню этот локон; он очень красивый — шелковистый, с живым блеском. Микроскопическое исследование показало, что это натуральный волос; мне сказали, что парик из такого волоса стоит тысячу франков. Волосы медиума были очень тёмными, и она носила стрижку», — писал Рише. Подводя итог своей работы, он писал: «Материализации Марты Беро имеют величайшее значение. Они предоставили множество фактов, иллюстрирующих полный процесс материализации, и служат для метафизической науки прекраснейшим и доселе невиданным материалом для изучения».

### Мадам Биссон и барон Шренк-Нотцинг
После Шарля Рише к наблюдениям за Евой К. приступила мадам Биссон, вдова известного общественного деятеля Адольфа Биссона. Именно она взяла под своё покровительство Еву К., после того, как против той началась газетная травля. Вскоре к мадам Биссон в её экспериментах присоединился барон Альберт фон Шренк-Нотцинг (1862—1929), медик из Мюнхена. Их совместная работа проходила в период с 1908 по 1913 год и была описана в книге «Явление материализации», изданной мадам
Биссон на французском языке. Книга Шренк-Нотцинга под тем же названием была переведена на английский язык.

Лицо сущности по имени «Эстелла» формируется из эктоплазмы, выделяемой медиумом Евой К.
Снимок 1912 года

По описанию Шренка-Нотцинга, когда Ева К. впадала в транс, в неё словно бы вселялась посторонняя сущность, причем она общалась с медиумом в повелительно-иносказательной манере, втолковывая наблюдателям, что необходима дисциплина, что нужно отчитываться о проделанной работе и т. д. Время от времени сущность проявляла ясновидческие способности. При этом сама Ева издавала стоны, которые «скорее напоминали животный протест, чем проявление разумного начала».
Шренк-Нотцинг одним из первых заметил, что эктоплазма словно бы «боится» света, втягиваясь в тело медиума подобно щупальцам. Если удаётся схватить и ущипнуть эти «щупальца», медиум громко вскрикивает. Выросты эктоплазмы проникают сквозь одежду, не оставляя никаких следов. С согласия медиума исследователи «ампутировали» кусочки эктоплазмы и помещали их в сосуд: здесь они исчезали как при таянии, оставляя влажный след. Под микроскопом ученым удавалось разглядеть клетки эпителия слизистой оболочки.
При этом наблюдатели отмечали многочисленные странности, отображенные на фотоснимках, сделанных во время наблюдений за Евой К. Некоторые фигуры сначала проявлялись двухмерными, напоминая газетные вырезки, потом обретали объем. Другие — достигали уменьшенных размеров. Некоторые из образов напоминали «материализованные мысли». Однажды вещество образовало над головой медиума слово «зеркало» (было предположение, что Ева имела в виду одноимённый журнал Мirror). Сама Ева утверждала, что по её мнению, «руководящая сила неизвестной природы каким-то непонятным ей способом материализовала эту надпись, чтобы показать, что возникающие из эктоплазмы лица и фигуры представляют своё зеркальное отражение реальности».

### Институт метапсихики
По возвращении в Мюнхен Шренк-Нотцинг продолжил работу — теперь с полькой Станиславой Томчик. Опубликованные им в 1912 году новые фотографии напоминали те, что были сделаны в ходе опытов с Евой (что, как отмечал Конан Дойль, отметало все подозрения в том, что в Алжире имело место тщательно подготовленное мошенничество). Шренк-Нотцинг, следуя примеру Рише, получил волосы материализованной сущности и сравнил их с волосами Евы под микроскопом, провел химический анализ образцов эктоплазмы, обнаружив, что в состав её входят хлорид натрия (поваренная соль) и фосфат кальция.
Эксперименты с эктоплазмой продолжил доктор Гюстав Желе, врач из Аннеси, вскоре возглавивший организованный во Франции Институт метапсихики, а позже создавший фундаментальный труд «От подсознания к сознанию» . В комитет Института метапсихики, созданный с благоволения французского правительства, входили профессор Шарль Рише, министр здравоохранения Италии Сантоликвидо, граф де Граммон из Французского института, астроном доктор Камилль Фламмарион, экс-министр Жюль Рош, доктор Трессье из лионского госпиталя и сам Гюстав Желе — директор Института метапсихики. Позже к ним примкнули сэр Оливер Лодж, профессор Боццано и профессор Лекланш. Институт метапсихики имел хорошо оборудованные лаборатории для психических исследований, библиотеку, читальный зал, лекционные помещения и помещения для отдыха. Результаты работы комитета печатались в журнале института «Lа Revue Меtapsychique». Проводившиеся здесь исследования проводились при участии многочисленных гостей из разных стран мира. В 1923 году тридцать медиков (среди них — девятнадцать с мировым именем) подписали и опубликовали показания, подтверждающие их полную убеждённость в истинности психических проявлений, которые они имели возможность не только наблюдать, но и контролировать.
Доктор Желе продолжил работать и с Евой К. Правда, теперь материализации принимали форму исключительно женских лиц, ему не известных. Согласно описанию доктора Желе, связь между телом медиума и материализованной фигурой, «осуществлялась в форме эктоплазмического жгута, напоминающего тот, что связывает зародыша с телом матери». После экспериментов с Евой доктор Желе провел серию опытов с польским медиумом Франеком Клуски, который материализовывал эктоплазматические фигуры такой плотности, что полученные парафиновые слепки с их рук были затем продемонстрированы в Лондоне. В Институте метапсихики побывал и медиум Ян Гузик: на его сеансах присутствовали члены Французской Академии, Академии наук, Академии медицины, и все они подтвердили истинность происходившего. Всего этого было достаточно, чтобы Желе, в прошлом убежденный материалист, написал: «То, что мы увидели, убило материализм. Для этих явлений нет в нашем мире подходящего пространства».

### Опыты Кроуфорда
На новом уровне к исследованию эктоплазмы приступил У. Дж. Кроуфорд, внештатный лектор механики и инженерного дела Королевского университета в Белфасте. Результаты опытов с медиумом Кэтлин Голайер в 1914—1920 годах он описал в трех книгах: «Реальность психических явлений», «Эксперименты в области психической науки», «Психические структуры в кружке Голайер».
В опытах Кроуфорда был впервые изучен механизм стуков, производимых «духом» с помощью стола. Автор утверждал, что движение в комнатах происходило при воздействии «психических потоков» (или «структур»), испускавшихся телом медиума. Если стол не был массивным, «структура» не касалась пола, а образовывала «кронштейн», аккуратно прикреплённый одним концом к телу медиума, а другим — к ножкам или к поверхности стола. В том случае, когда стол был массивным, реакция противодействия направлялась не на медиума, а на пол комнаты, образуя нечто вроде подпорки между поверхностью левитирующего стола и полом.
Кроуфорд утверждал, что установил прямую зависимость между массой выделенной эктоплазмы и потерей веса медиумом. Обычной для медиума была потеря в весе от 10 до 15 фунтов в течение одного сеанса. Этот вес восстанавливался сразу после того, как эктоплазма исчезала. Кроуфорд зафиксировал необычный случай, когда медиум потерял 52 фунта веса. К аналогичным выводам пришёл Олкотт, проводивший эксперименты с братьями Эдди.
В ходе одного из опытов Кроуфорд заметил, что эктоплазма исходит от груди женщины-медиума. Он смочил её блузу жидким кармином и попросил «духа» постучать по стене. Стена покрылась красными пятнами, из которых протянулись нити эктоплазмы. Кроуфорд высказал предположение о том, что выросты эктоплазмы должны иметь присоски или когти на конце для того, чтобы цепляться за предметы и разрастаться во всех направлениях. Позже А. Конан Дойль отмечал, что своего рода присоски заметны на многих фотоснимках эктоплазмы, сделанных на спиритических сеансах с материализацией. Кроуфорд, кроме того, обнаружил абразивный эффект: эктоплазма, согласно его утверждению, протирала ткань одежды медиумов там, где с нею соприкасалась. Он писал, что каждый раз, когда «дух» по его просьбе оставлял отпечатки рук в мягкой глине, там же обнаруживались мелкие обрывки чулок медиума. Появились предположения, что эктоплазма действует как растворитель на части одежды, меняя состояние ткани. По мнению Нандора Фодора, эти наблюдения наводят на мысль, что медиум далеко не всегда виновен в обмане в тех случаях, когда краска, которой покрываются музыкальные инструменты, обнаруживается на его теле и одежде.

### Природа эктоплазмы по мнению спиритуалистов
После того, появились сообщения о том, что реальность существования эктоплазмы доказана, начались дискуссии относительно её природы и происхождения. Экспериментаторы разделились на две школы: материалистическую (утверждавшую, что речь идет о скрытых способностях человеческого организма) и метафизическую, предполагавшую, что человечество стоит на пороге открытий новых законов жизни (представителем её был А. Конан Дойль). Фостер-Деймон из Гарвардского университета обратил внимание общественности на работы Генри Воэна (1622—1695), поэта-мистика, описывавшего «пре-материю», выделяющуюся из тела и имеющую характеристики эктоплазмы. Появились предположения, что зашифрованные описания эктоплазмы содержится во многих работах средневековых алхимиков. А. Конан Дойль (утверждавший, что не раз оказывался свидетелем формирования эктоплазмических фигур) склонен был считать, что материализация являет собой не визит «с того света», но своего рода реализованное воспоминание или образ, вышедший в нашу реальность из сознания медиума, пребывающего в трансе. Он, кроме того, считал, что светящиеся столбы являются скорее накопителями энергии, чем её передатчиками, «подобно тонкой медной проволочке, пропускающей через себя электрический сигнал, несущий приказ об атаке линейного корабля».
Кроуфорд выдвинул собственную гипотезу относительно процесса формирования этой загадочной субстанции, предположив, что «операторы» (он избегал называть невидимых гостей «духами»), воздействуя на разум и нервную систему присутствующих, выводят психическую энергию из материальных тел, которая, соединяясь в нечто целое, становится мощным источником энергии для медиума, которая в свою очередь подпитывает окружающих. В конечном итоге энергия концентрируется в нервной системе медиума, который с этих пор играет роль энергетического «резервуара», выделяя эктоплазму, которую, в свою очередь, начинают использовать по своему усмотрению «операторы».
Кроуфорд писал:
Я сравнил светлые облака, образующие энергетические структуры, с фотографиями материализованных форм в разных стадиях, полученных на сеансах с различными медиумами всего мира, и пришёл к следующему заключению: Белое, прозрачное, туманное вещество есть основа всех психических явлений… Без этой субстанции они просто невозможны. Именно она входит в состав всех возникающих в комнате для сеансов структур. При правильном обращении и использовании эти структуры — те, которые я изучал, или материализованные части тела (руки или лица), — могут войти в контакт с обычными формами окружающей нас материи.У. Дж. Кроуфорд. «The Psychic Structures at the Goliger Circle», 1921

### Эктоплазмический удар
Особое место в истории явления занимает опасность так называемого «эктоплазмического удара». Утверждалось, что эктоплазма болезненно реагирует на свет и на эффект неожиданной вспышки. Некоторое время считалось, что сама эктоплазма светочувствительна, но доктор Кроуфорд доказал, что это относится скорее к медиуму, а не к источаемому им веществу. Главное, чтобы вспышка света не была яркой: в этом случае эктоплазма почти мгновенно, подобно отпущенной резиновой ленте, втягивается в тело и наносит серьёзные травмы. Заявлялось, что были случаи, когда медиумы серьёзно заболевали от любых, казалось бы, незначительных действий присутствующих, так или иначе невольно воздействовавших на поток эктоплазмы.
В частности утверждали, что Эван Пауэлл серьёзно пострадал во время сеанса, организованного Британским колледжем психической науки (British College of Psychic Science), когда один из присутствующих сделал непроизвольное резкое движение после того, как к нему прикоснулась эктоплазмическая рука.
Исследователь Деннис Брэдли утверждал, что видел большой кровоподтёк на животе медиума Джорджа Вэлиантайна, вызванный быстрым возвращением эктоплазмы после того, как неожиданно включили свет в гараже, к которому выходило окно комнаты, где проводился сеанс.

#### Необходимые условия
Многие исследователи заявляли, что успех сеансов с материализацией напрямую зависит от настроя, доброжелательности и открытости наблюдателей.

Ключ, который открывает путь к величию иной жизни, — это истинная любовь и полное доверие, подобное тем чувствам, что испытывает ребёнок, обвивая ручонками шею матери. Для тех, кто кичится своими интеллектуальными достижениями, осознание этого может обернуться полным крахом их возможностей… Дух кротости, любви и благодушия, который более чем что-либо другое осенял своей внутренней красотой и гармонией учение Христа, должен найти своё выражение в нашем единении с этими созданиями. — Медиум Брекетт (в изложении А. Конан Дойля)

## Позиция скептиков
Несмотря на то, что в конце XIX — начале XX века многие представители официальной науки, изучавшие феномен, свидетельствовали в пользу реальности эктоплазмы, впоследствии в отношении к этому предмету воспреобладала скептическая точка зрения. По мере того, как ужесточались условия контроля со стороны проверяющих на спиритических сеансах, стали нормой и случаи массовой мистификации со стороны лже-медиумов. В ходе одного из самых известных разоблачений, проведённых Гарри Прайсом, выяснилось, например, что в состав «эктоплазмы», продемонстрированной на одном из сеансов Хелен Дункан, входят самые обычные марля и яичный белок. В книге «Regurgitation and the Duncan Mediumship» он высказал предположение, что многие из медиумов эпохи раннего спиритуализма использовали своеобразную технику заглатывания и затем постепенного отрыгивания заранее заготовленного материала.
Постепенно интерес к феномену эктоплазмы и физического медиумизма вообще сошёл на нет, медиумы, демонстрирующие полные материализации, исчезли. Утверждается, что одним из немногих остается Дэвид Томпсон, который не только производит эктоплазму и с её помощью — материализованные фигуры, — но и подтверждает это фотографическими свидетельствами.
Последователи спиритуализма объясняют кризис «физического медиумизма» общим «падением духовности» человечества и «отсутствием веры» у наблюдателей, повторяя тем самым известный постулат о том, что материализация всегда удавалась лишь в том случае, если аудитория состояла из доброжелательно настроенных людей, внутренне поддерживавших усилия медиума.